# Lasiocampa
Lasiocampa es un género de Lepidoptera de la familia Lasiocampidae. Se distribuyen por el Paleártico.

## Especies
Se reconocen las siguientes:
- Lasiocampa angulifera - Walker, 1865
- Lasiocampa annulipes - Boisduval, 1833
- Lasiocampa bilineata - (Mabille, 1884)
- Lasiocampa concolor - (Christoph, 1893)
- Lasiocampa datini - (Mabille, 1888)
- Lasiocampa davidis - (Staudinger, 1894)
- Lasiocampa decolorata - (Klug, 1832)
- Lasiocampa eversmanni - (Eversmann, 1843)
- Lasiocampa grandis - (Rogenhofer, 1891)
- Lasiocampa grisea - Grünberg, 1911
- Lasiocampa josua - (Staudinger, 1896)
- Lasiocampa nana - Staudinger, 1887
- Lasiocampa philopalus - (Donzel)
- Lasiocampa piontkovskii - Sheljuzhko, 1943
- Lasiocampa pungeleri - Stertz, 1915
- Lasiocampa quercus - (Linnaeus, 1758)
- Lasiocampa serrula - (Guenée, 1858)
- Lasiocampa siniscalchii - (Turati, 1926)
- Lasiocampa staudingeri - (Bethune-Baker, 1885)
- Lasiocampa subulva - (Mabille, 1884)
- Lasiocampa terreni - (Herrich-Schäffer, 1847)
- Lasiocampa trifolii - (Denis & Shiffermüller, 1775)
- Lasiocampa vitellius - Oberthür, 1911